# مسار الأفعى (فلم 2024)
مسار الأفعى (بالفرنسية: La Voie du serpent) هو فيلم إثارة ياباني-فرنسي من إخراج كيوشي كوروساوا وبطولة داميان بونارد وكو شيباساكي.
فيلم مسار الأفعى هو إعادة إنتاج باللغة الفرنسية لفيلم كوروساوا الذي يحمل نفس الاسم عام 1998، وقد عُرض في مهرجان سان سيباستيان السينمائي الدولي عام 2024.

## القصة
يستعين الأب الحزين ألبرت بالطبيبة النفسية اليابانية سايوكو للانتقام من أعضاء مؤسسة خيرية مشبوهة، وهي منظمة للاتجار بالأعضاء متورطة في وفاة ابنته البالغة من العمر ثماني سنوات.

## الممثلون
- داميان بونارد، بدور: ألبرت باشيريت [3]
- كو شيباساكي، بدور: سايوكو ميجيما [3]
- ماثيو امالريك، بدور: لافال [5]
- جريجوار كولين، بدور: بيير جويرين [5]
- هيدتوشي نيشيجيما، بدور: يوشيمورا، مريض سايوكو [6]
- مونيتاكا أوكي، بدور: سويشيرو، زوج سايوكو [6]

## الانتاج
وفقًا لكوروساوا، نشأ الفيلم بعرض من استوديوهات سينيفرانس لإعادة إنتاج أحد أفلامه السابقة في فرنسا. كتب كوروساوا والصحفي الفرنسي أوريليان فيرينزي النسخة الجديدة من السيناريو، مع تغيير جنس دور الطبيب من السيناريو الأصلي لهيروشي تاكاهاشي. تم تصوير فيلم مسار الأفعى في فرنسا في عام 2023.

## روابط خارجية
- مقالات تستعمل روابط فنية بلا صلة مع ويكي بيانات